# Oleg Tomić
Oleg Tomić (Nova Gradiška, 15. svibnja 1968.) hrvatski je pjesnik, pripovjedač i romanopisac srednje generacije.
Studirao je komparativnu književnost i filozofiju na Filozofskom fakultetu u Zagrebu. Od 1991. živi u Subotici. Pripadnik generacije pisaca okupljenih i stasalih oko časopisa Quorum. Najznačajnije stvaralačke domete ostvario je u romanima Incognito (2001.), Out of the blue (2002.), Francuski kalendar (2006.) i Neko tužno zadovoljstvo (ulomak tiskan u književnoj periodici, do sada nije objavljen u formi knjige).
Među Tomićevim romanima, posebno se ističe roman u fragmentima Out of the blue, koji je, kako je u recenziji za knjigu napisao kritičar Nenad Rizvanović "napisan žestoko i beskompromisno, s neuobičajenom sklonošću ka modernističkom hermetizmu, prošaran nizom literarnih i medijskih aluzija, u rasponu od Rimbauda do rock grupe Sonic Youth" i koji je, prema Rizvanovićevim riječima "zakašnjeli, ali veličanstveni produkt ideologije pisanja kvorumaške generacije".

## Djela
- 7 iza vilice, pjesme i kratke priče, Četvrti talas, Novi Sad, 1993.
- Orso Negru, kratke priče, izdanje autora, Novi Sad, 1997.
- Incognito, roman, Grafoprodukt, Subotica, 2001.
- Out of the blue, roman u fragmentima, VBZ, Zagreb, 2002.
- Francuski kalendar, roman, Agora, Zrenjanin, 2006.
- Neko tužno zadovoljstvo, roman, ulomci objavljivani u književnoj periodici tijekom 2008. i 2009. godine
- Povređenost, roman, Agora, Zrenjanin, 2011.
- Ulrika Glezer, roman, Nova Poetika, Beograd, 2019.
- Ahol az eget kampóval lekötötték (Gdje je nebo kukama svezano), novela (preveo na mađarski Iván Márk Erdei), Hid, broj 7–8. 2023.
- Eutanazija, roman, Balkanski književni glasnik, 2024.
- Crna žuč, roman, Balkanski književni glasnik, 2024.
- Unakaženi, roman, Balkanski književni glasnik, 2024.